# Брауэр, Герт
Ге́рт Бра́уэр (нем. Gert Brauer; 7 сентября 1955, Роннебург, Тюрингия — 1 января 2018, Роннебург, Тюрингия) — восточногерманский футболист, игравший на позиции защитника.

## Биография

### Игровая карьера
Брауэр большую часть футбольной карьеры играл за «Карл Цейсс», сыграв за эту команду в Оберлиге 114 матчей и забил 2 гола, а также выиграл два Кубка ГДР в 1974 и 1980 годах. В 1981 году в составе «Карл-Цейсса» играл в финале Кубка обладателей кубков УЕФА, который завершился победой тбилисского «Динамо» со счётом 2:1.
В 1987 году перешёл в «Галлешер», в котором отыграл два сезона и в 1989 году завершил карьеру.
За сборную ГДР сыграл 4 матча, не отметившись забитыми мячами.

### Смерть
Скончался 1 января 2018 года в Роннебурге в возрасте 62 лет.

## Достижения
«Карл Цейсс»
- Обладатель Кубка ОСНП (2) : 1973/74, 1979/80